# Francesca Deagostini
Francesca Deagostini (Aosta, 5 de agosto de 1996) es una deportista italiana que compitió en gimnasia artística. Ganó una medalla de plata en el Campeonato Europeo de Gimnasia Artística de 2012, en la prueba por equipos.

## Palmarés internacional
| Campeonato Europeo | Campeonato Europeo | Campeonato Europeo | Campeonato Europeo   |
| Año                | Lugar              | Medalla            | Prueba               |
| ------------------ | ------------------ | ------------------ | -------------------- |
| 2012               | Bruselas (Bélgica) | Medalla de bronce  | Concurso por equipos |